# Finale della Coppa d'Asia 1988
La finale della Coppa d'Asia 1988 si disputò il 18 dicembre all'Al-Ahli Stadium di Doha, tra le nazionali di Arabia Saudita e Corea del Sud. A vincere la finale furono i sauditi, che vinsero 4-3 ai tiri di rigore dopo che i tempi regolamentari e supplementari terminarono 0-0, ottenendo il loro secondo trofeo nella massima competizione tra nazionali maschili asiatiche.

## Le squadre
| Squadra        | Finali (o spareggi) disputate in precedenza (il grassetto indica la vittoria) |
| -------------- | ----------------------------------------------------------------------------- |
| Arabia Saudita | 1 (1984)                                                                      |
| Corea del Sud  | 2 (1972, 1980)                                                                |

## Cammino verso la finale

### Tabella riassuntiva del percorso
| Pos. | Squadra        | P.ti | G |
| ---- | -------------- | ---- | - |
| 1.   | Arabia Saudita | 6    | 4 |
| 2.   | Cina           | 5    | 4 |
| 3.   | Siria          | 4    | 4 |
| 4.   | Kuwait         | 3    | 4 |
| 5.   | Bahrein        | 2    | 4 |

| Pos. | Squadra             | P.ti | G |
| ---- | ------------------- | ---- | - |
| 1.   | Corea del Sud       | 8    | 4 |
| 2.   | Iran                | 5    | 4 |
| 3.   | Qatar               | 4    | 4 |
| 4.   | Emirati Arabi Uniti | 2    | 4 |
| 5.   | Giappone            | 1    | 4 |

## Tabellino
| Arbitro: | Vautrot |

|                                              |                      |                                                                   |
| Al-Nuayamah Al-Jawad Majed Al-Saleh Al-Bishi | Tiri di rigore 4 – 3 | Cho Min-Kook Lee Tae-Ho Byun Byung-Joo Kim Joo-Sung Cho Yoon-Hwan |

| Arabia Saudita          |    |                       |     |  |      |
|                         |    |                       |     |  |      |
| P                       | 1  | Abdullah Al-Deayea    |     |  |      |
| D                       | 2  | Abdullah Al-Dosari    | 33’ |  |      |
| D                       | 4  | Ahmad Jamil Madani    |     |  |      |
| D                       | 5  | Saleh Al-Nuayamah     |     |  |      |
| D                       | 13 | Mohammed Al-Jawad (C) |     |  |      |
| C                       | 8  | Fahad Al-Bishi        |     |  |      |
| C                       | 6  | Saleh Al-Saleh        |     |  |      |
| C                       | 10 | Fahad Al-Mosaibeth    |     |  |      |
| C                       | 15 | Youssif Al-Thunian    |     |  | 105’ |
| A                       | 9  | Abdullah Majed        |     |  |      |
| A                       | 17 | Saad Al-Dossary       |     |  | 72’  |
| Sostituzioni:           |    |                       |     |  |      |
| C                       | 7  | Youssef Al-Dossary    |     |  | 105’ |
| A                       | 11 | Meshaien Al Dosari    |     |  | 72’  |
| CT:                     |    |                       |     |  |      |
| Carlos Alberto Parreira |    |                       |     |  |      |

| Corea del Sud |    |                   |      |     |
|               |    |                   |      |     |
| P             | 1  | Cho Byung-Deuk    |      |     |
| D             | 2  | Park Kyung-Hoon   |      |     |
| D             | 13 | Cho Yoon-Hwan     |      |     |
| D             | 17 | Gu Sang-Bum       | 71’  |     |
| D             | 5  | Chung Yong-Hwan   |      |     |
| C             | 19 | Yeo Bum-Kyu       | 109’ |     |
| C             | 4  | Cho Min-Kook      |      |     |
| C             | 8  | Chung Hae-Won (C) |      |     |
| A             | 16 | Kim Joo-Sung      | 50’  |     |
| A             | 14 | Hwang Sun-hong    |      | 58’ |
| A             | 10 | Ham Hyun-Gi       |      | 49’ |
| Sostituzioni: |    |                   |      |     |
| C             | 6  | Lee Tae-Ho        |      | 60’ |
| A             | 11 | Byun Byung-Joo    |      | 87’ |
| CT:           |    |                   |      |     |
| Lee Hoi-Taek  |    |                   |      |     |